# Chalmers Motor Car Company

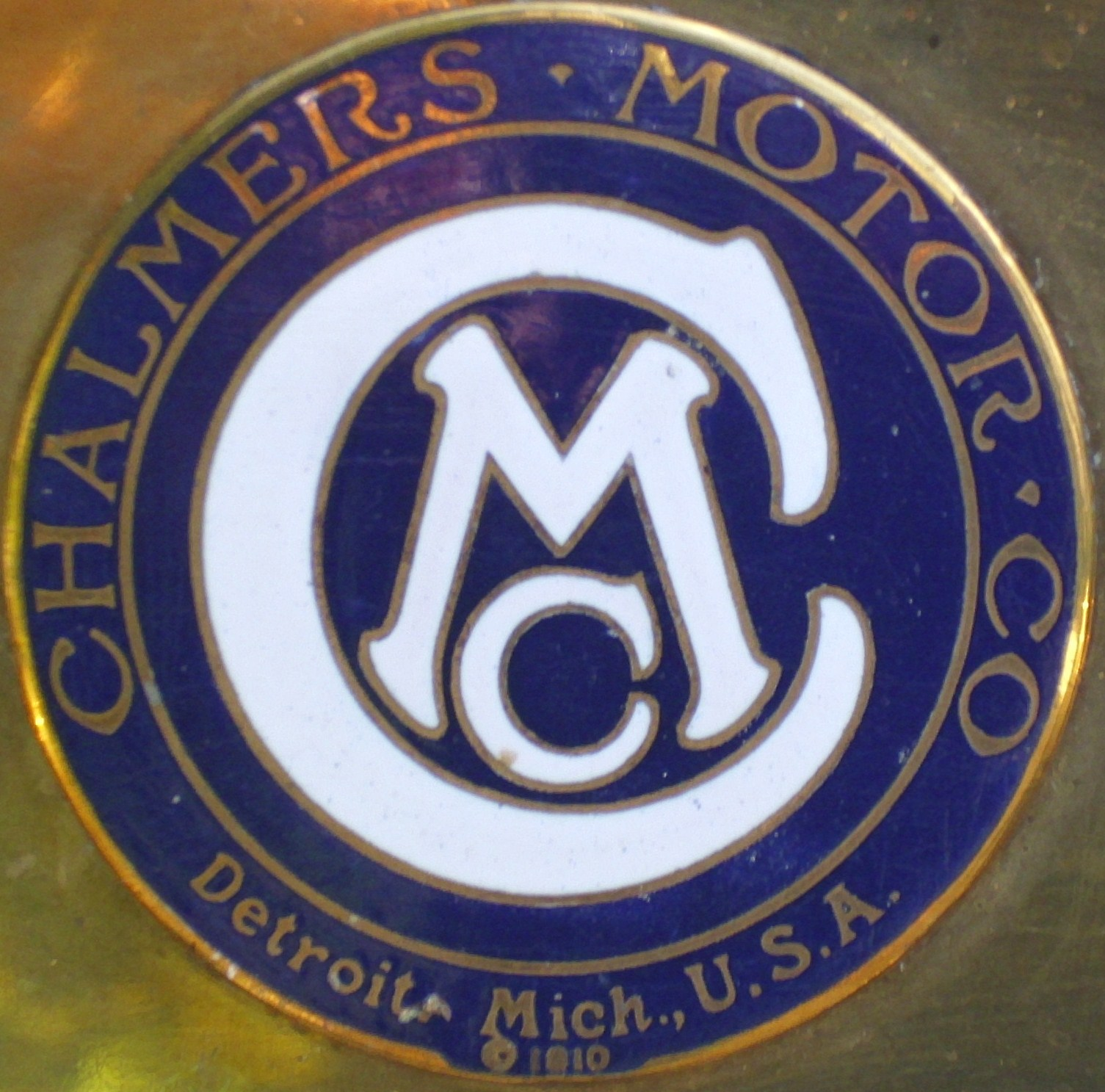
Emblem

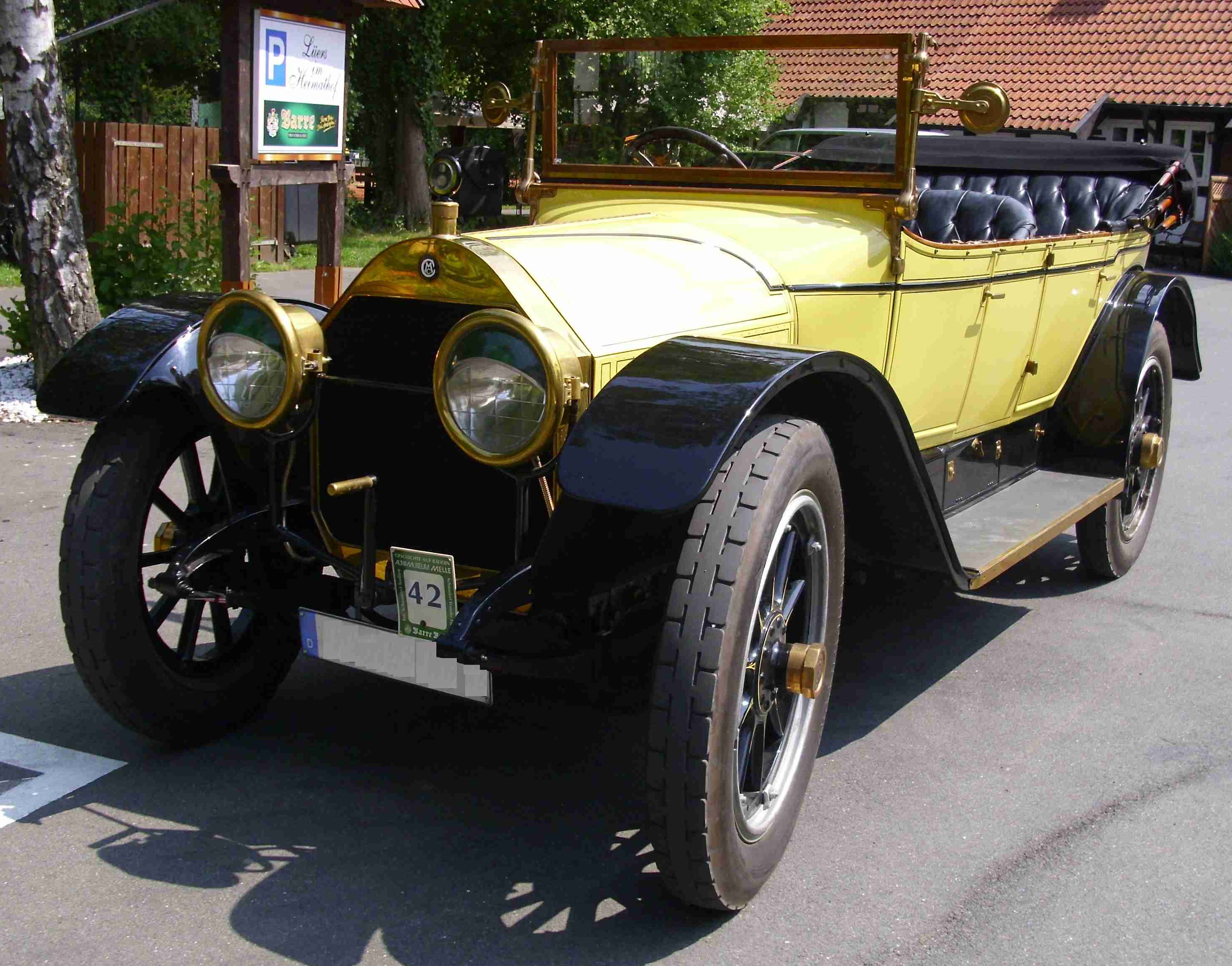
Chalmers (1913)

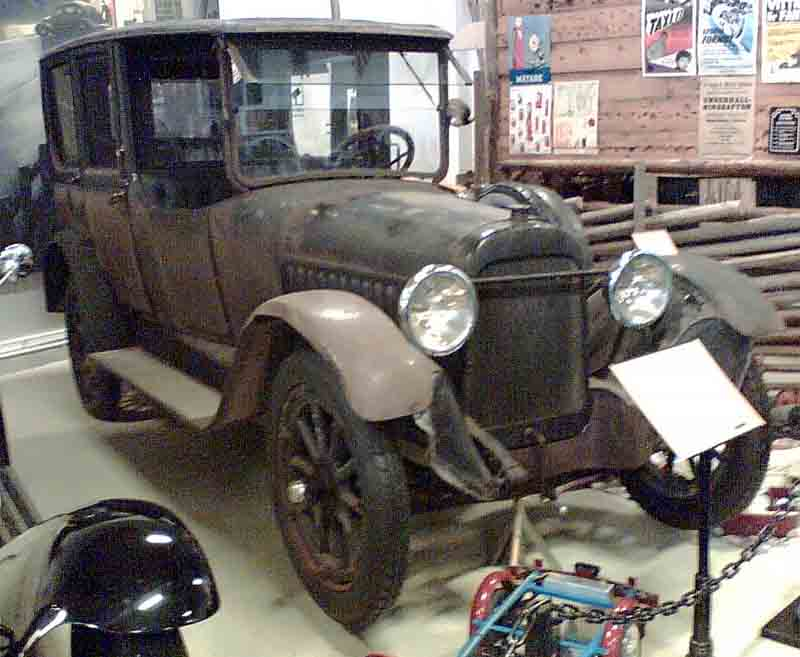
Chalmers 6-30 (1917)

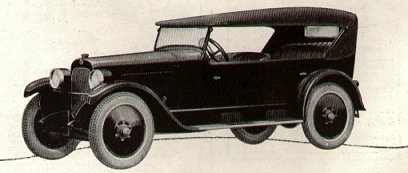
Chalmers Six (1922)

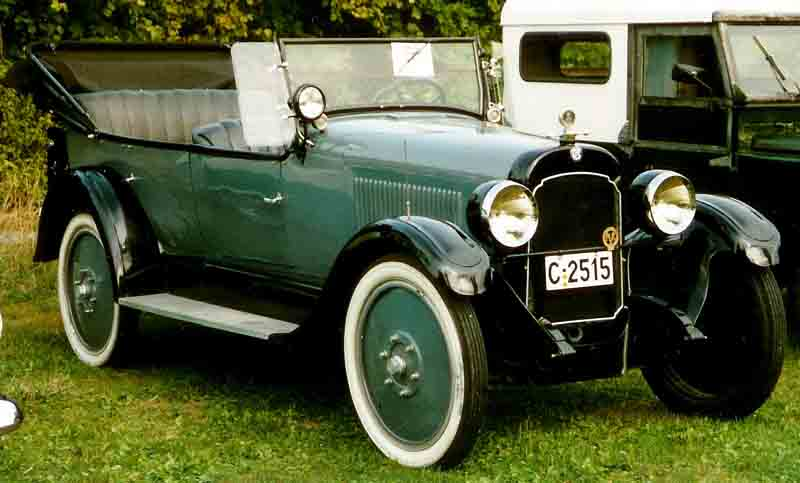
Chalmers Six Touring (1922)

Die Chalmers Motor Car Company, vorher Chalmers-Detroit Motor Car Company, war ein US-amerikanischer Automobilhersteller, der von 1908 bis 1924 in Detroit ansässig war.

## Geschichte
Chalmers ging aus der E. R. Thomas-Detroit Company hervor. 1908 kaufte Hugh Chalmers, der damalige Vizepräsident der NCR Corporation, diese Firma und benannte sie in Chalmers-Detroit Motor Car Company um. Im gleichen Jahr erschienen die ersten Autos unter dem Namen Chalmers-Detroit, im Grunde nur Neuauflagen der früheren Thomas-Detroit. Die Wagen waren bei den damaligen Honoratioren beliebt und fanden sich in den Garagen der Familien Vanderbilt, Rockefeller usw. Ende 1910 benannte Chalmers seine Firma in Chalmers Motor Car Company um und die Autos hießen künftig Chalmers. Die Produktion war auf ca. 20.000 Exemplare im Jahr gestiegen. Ein Chalmers gewann auch die Glidden Tour von 1910, die wichtigste Zuverlässigkeitsprüfung dieser Zeit in den USA für Motorfahrzeuge.
In der Folge des Ersten Weltkrieges und der anschließenden wirtschaftlichen Rezession gingen die Verkaufszahlen stark zurück. 1921 vermietete Chalmers einen Teil seiner Firmengebäude an die Maxwell Motor Company, 1922 erfolgte der Zusammenschluss. Maxwell kaufte die Gebäude und Grundstücke von Chalmers für 1.987.000 USD und übernahm die Schulden der Gesellschaft. Der neue Mann an der Spitze von Maxwell-Chalmers war Walter P. Chrysler. Ende 1923 musste Chalmers seine Produktion einstellen, ein Jahr später auch Maxwell. 1924 erschien der erste Chrysler.

## Modelle
Mit ihren 2921 mm Radstand und den 34″-Rädern waren die Chalmers damals sehr teuer. Der 30 Touring und der 30 Roadster kosteten 1500 USD. Im Vergleich dazu war der Black für 375 USD zu bekommen, der Brush Runabout für 485 USD, der Western Gale Modell A für 500 USD und der in Großserie hergestellte Oldsmobile Curved Dash für 650 USD. Dagegen kosteten der Cole 30 1500 USD und der Oakland 40 1600 USD. Der Chalmers 30 Coupé für 2400 USD stand preislich dem Enger 40 für 2000 USD näher, während der 40 Touring und der 40 Roadster für 2750 und der 40 Torpedo für 3000 USD immer noch billiger waren als Americans billigstes Modell für 4250 USD (das teuerste kostete 5250 USD).
| Modell               | Bauzeitraum | Zylinder | Leistung         | Radstand     |
| -------------------- | ----------- | -------- | ---------------- | ------------ |
| F                    | 1908        | 4 Reihe  | 24 bhp (17,6 kW) | 2794 mm      |
| E                    | 1908        | 4 Reihe  | 40 bhp (29 kW)   | 2845 mm      |
| 30                   | 1909–1911   | 4 Reihe  | 30 bhp (22 kW)   | 2794–2921 mm |
| 40                   | 1909–1911   | 4 Reihe  | 40 bhp (29 kW)   | 2845–3099 mm |
| 30-9 / 30-11 / 30-16 | 1912–1913   | 4 Reihe  | 30 bhp (22 kW)   | 2921 mm      |
| 36-10 / 36-17        | 1912–1913   | 4 Reihe  | 36 bhp (26,5 kW) | 2921–2997 mm |
| Six-12 / Six-18      | 1912–1913   | 6 Reihe  | 54 bhp (40 kW)   | 3302 mm      |
| 19                   | 1914        | 4 Reihe  | 36 bhp (26,5 kW) | 2997 mm      |
| 24                   | 1914        | 6 Reihe  | 60 bhp (44 kW)   | 3353 mm      |
| Light Six            | 1915        | 6 Reihe  | 48 bhp (35 kW)   | 3200 mm      |
| Master Six           | 1915        | 6 Reihe  | 60 bhp (44 kW)   | 3353 mm      |
| 6-30                 | 1916–1919   | 6 Reihe  | 30 bhp (22 kW)   | 2921–3099 mm |
| 6-40                 | 1916        | 6 Reihe  | 40 bhp (29 kW)   | 3150 mm      |
| 6-48                 | 1916        | 6 Reihe  | 48 bhp (35 kW)   | 3200 mm      |
| 6-54                 | 1916        | 6 Reihe  | 54 bhp (40 kW)   | 3353 mm      |
| 35-C                 | 1920–1921   | 6 Reihe  | 45 bhp (33 kW)   | 2972 mm      |
| 35-B                 | 1920–1921   | 6 Reihe  | 45 bhp (33 kW)   | 3099 mm      |
| Six                  | 1922–1923   | 6 Reihe  | 45 bhp (33 kW)   | 2972 mm      |
| Y                    | 1924        | 6 Reihe  | 45 bhp (33 kW)   | 2972 mm      |

## Sportsponsoring
Die Gesellschaft lobte auch den Chalmers Award im Berufs-Baseball aus.